# Eleccions municipals espanyoles de 1991
Les eleccions municipals espanyoles de 1991 foren convocades el 26 de maig de 1991 i foren les quartes eleccions municipals convocades a Espanya després de la dictadura franquista mitjançant eleccions per sufragi universal. A les eleccions optaven les llistes dels regidors dels diferents partits, i els electes finalment votaven l'alcalde. Coincidiren amb les terceres eleccions autonòmiques de 13 comunitats autònomes (és a dir, totes llevat Catalunya, País Basc, Galícia i Andalusia) i al Consell General de la Vall d'Aran.
El partit que va obtenir més vots i regidors arreu d'Espanya fou el PSOE, que havia guanyat per majoria simple les eleccions generals espanyoles de 1989. El Partit Popular, refundació de l'antiga Alianza Popular es presentà amb altres grups menors i retalla distàncies al PSOE. Izquierda Unida es posiciona com a tercer força i el CDS perd força, quedant CiU com a quarta força municipal a Espanya.

## Resultats globals a nivell estatal
En total van votar arreu d'Espanya 18.973.514 persones (el 62,74% del cens), d'elles 212.201 en blanc (1,13%). Els resultats dels principals partits fou:
| ← Eleccions municipals de 1991 →              |           |       |                  |                    |                    |                               |
| Partit                                        | Vots      | %     | Regidors (total) | Regidors (ciutats) | Alcaldes (ciutats) | Alcaldes (capital provincial) |
| PSOE/PSC-PSOE/PSE                             | 7.224.242 | 38,34 | 25.260           | 966                | 53                 | 27                            |
| Partit Popular-UPN-UM                         | 4.775.051 | 25,34 | 19.298           | 667                | 16                 | 14                            |
| IU/IC/ICAN                                    | 1.579.097 | 8,38  | 2.614            | 212                | 3                  | 2                             |
| CiU                                           | 915.464   | 4,86  | 4.360            | 103                | 1                  | 1                             |
| CDS                                           | 731.331   | 3,93  | 2.939            | 38                 | 1                  | 1                             |
| Partit Andalusista                            | 342.297   | 1,82  | 540              | 60                 | 3                  | 1                             |
| EAJ-PNV                                       | 299.840   | 1,59  | 993              | 42                 | 3                  | 2                             |
| Herri Batasuna                                | 199.090   | 1,06  | 701              | 23                 | -                  | -                             |
| Unió Valenciana                               | 187.385   | 1,00  | 335              | 8                  | -                  | -                             |
| AIC                                           | 142.561   | 0,76  | 284              | 28                 | 1                  | 1                             |
| Eusko Alkartasuna                             | 131.384   | 0,70  | 393              | 13                 | -                  | -                             |
| Partit Aragonès Regionalista                  | 128.025   | 0,68  | 1.221            | 15                 | 1                  | 1                             |
| BNG                                           | 107.932   | 0,57  | 241              | 12                 | -                  | -                             |
| ERC                                           | 92.003    | 0,49  | 228              | 2                  | -                  | -                             |
| Los Verdes-Els Verds                          | 82.361    | 0,44  | 5                | -                  | -                  | -                             |
| UPCA                                          | 71.683    | 0,38  | 285              | 10                 | -                  | -                             |
| EE                                            | 71.382    | 0,38  | 105              | 8                  | -                  | -                             |
| UPV                                           | 54.951    | 0,29  | 92               | -                  | -                  | -                             |
| Converxencia Nacionalista de Galicia (CG-CdG) | 52.196    | 0,28  | 137              | 6                  | -                  | -                             |
| PSG-EG                                        | 39.116    | 0,19  | 46               | 2                  | -                  | -                             |
| Proposta d'Esquerres-PCC                      | 30.802    | 0,16  | 25               | -                  | -                  | -                             |
| ACN                                           | 26.188    | 0,14  | 30               | 9                  | 1                  | -                             |
| Los Verdes-Lista Ecologista Humanista         | 24.903    | 0,13  | -                | -                  | -                  | -                             |
| Agrupació Electoral José María Ruiz Mateos    | 23.404    | 0,13  | -                | -                  | -                  | -                             |
| Solución Independiente                        | 21.945    | 0,12  | 61               | -                  | -                  | -                             |
| Unidad Alavesa                                | 21.269    | 0,12  | 39               | 7                  | -                  | -                             |
| PSM-NM                                        | 20.981    | 0,12  | 54               | 2                  | -                  | -                             |
| GIL                                           | 20.583    | 0,11  | 19               | 19                 | 1                  | -                             |
| PRC                                           | 18.966    | 0,10  | 69               | -                  | -                  | -                             |
| Coalició electoral PMM-PC                     | 16.180    | 0,08  | 12               | 3                  | -                  | -                             |
| PST                                           | 11.366    | 0,06  | -                | -                  | -                  | -                             |
| Coalició Asturiana PAS-UNA                    | 10.891    | 0,06  | 6                | -                  | -                  | -                             |
| FE JONS                                       | 10.829    | 0,06  | 11               | 1                  | -                  | -                             |
| UA-CHA                                        | 10.196    | 0,06  | 16               | -                  | -                  | -                             |
| Unió Independent de Mallorca                  | 10.159    | 0,06  | 21               | -                  | -                  | -                             |
| Unión Verde (LVA)                             | 10.159    | 0,06  | 21               | -                  | -                  | -                             |
| Unión del Pueblo Leonés                       | 9.595     | 0,05  | 28               | 3                  | -                  | -                             |
| Futuro y Progreso de Ceuta                    | 9.420     | 0,05  | 11               | 11                 | 1                  | -                             |
| Unidad Granadina                              | 9.333     | 0,05  | 53               | -                  | -                  | -                             |
| Democràcia Socialista                         | 8.747     | 0,04  | 4                | -                  | -                  | -                             |
| Partido Riojano                               | 8.461     | 0,04  | 82               | -                  | -                  | -                             |
| Extremadura Unida                             | 8.392     | 0,06  | 32               | 1                  | -                  | -                             |
| CUP                                           | 6.279     | 0,01  | 14               | -                  | -                  | -                             |
| EMK-LKI                                       | 1.546     | 0,01  | 2                | -                  | -                  | -                             |
| MCG                                           | 401       | 0,00  | 1                | -                  | -                  | -                             |